# Combe Fields
Combe Fields est un village et une paroisse civile du Warwickshire, en Angleterre. Administrativement, il dépend du borough de Rugby.
La paroisse ne comprend pas de secteur aggloméré mais contient l'abbaye de Coombe, qui lui a donné son nom, et quelques maisons isolées. Lors du recensement de 2001, la paroisse comptait 114 habitants, passant à 126 au recensement de 2011 et à 131 au recensement de 2021.
La paroisse contient également Ansty Park, un parc d'affaires où Cadent Gas et la London Electric Vehicle Company ont leur siège social. Le parc d'activités se trouve sur l'ancien site de l'aérodrome d'Ansty, un aérodrome militaire en activité de 1936 à 1953 et principalement utilisé pour la formation,. Au sud d'Ansty Park se trouve une usine Rolls-Royce qui fabrique des composants pour moteurs d'avion. Entre 1946 et 1971, des moteurs-fusées ont été développés et testés sur le site
.
À l'époque du Domesday Book, la paroisse s'appelait Smite, et contenait les deux secteurs bâtis de Upper et Lower Smite ; ceux-ci furent tous deux désertés au XIIe ou XIIIe siècle lorsque les moines de l'abbaye de Coombe clôturèrent les champs pour créer des pâturages pour les moutons. L'ancien nom de la paroisse est conservé à Smite Brook, Smeeton Lane et Smite Hill,,. Les vestiges de l'église médiévale Saint-Pierre de Lower Smite ont été transformés en une maison appelée Peter Hall au XVIe siècle
.

## Galerie

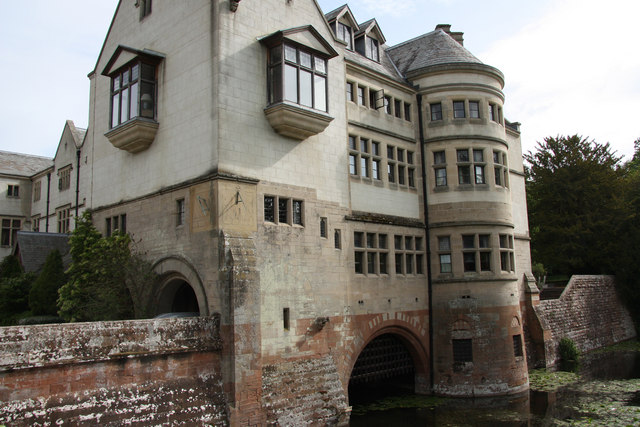
Abbaye de Coombe.
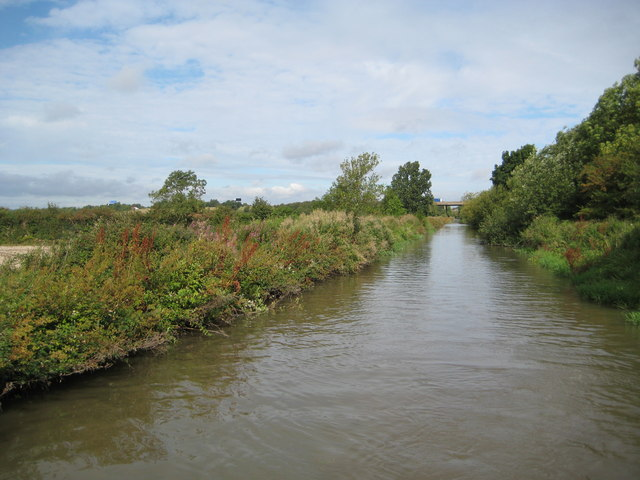
Oxford canal à Combe Fields.
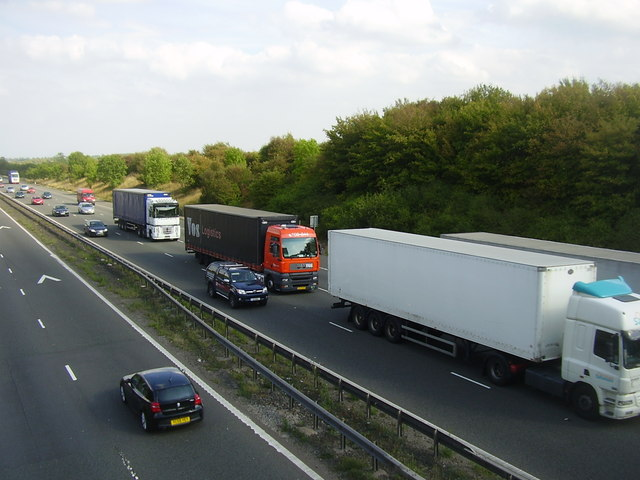
M6 à Combe Fields.